# San Juan del Tuzal
San Juan del Tuzal är en ort i Mexiko.   Den ligger i kommunen Charcas och delstaten San Luis Potosí, i den centrala delen av landet, 500 km nordväst om huvudstaden Mexico City. San Juan del Tuzal ligger 2 112 meter över havet och antalet invånare är 145.
Terrängen runt San Juan del Tuzal är huvudsakligen platt, men åt sydost är den kuperad. Runt San Juan del Tuzal är det glesbefolkat, med 8 invånare per kvadratkilometer. San Juan del Tuzal är det största samhället i trakten. Omgivningarna runt San Juan del Tuzal är i huvudsak ett öppet busklandskap.